# Jack Milne
Jack Milne, właśc. John Walter Milne (ur. 14 czerwca 1907 w Buffalo, zm. 15 grudnia 1995 w Pasadenie) – amerykański żużlowiec.

## Życiorys

### Kariera sportowa
Był pierwszym Amerykaninem, który zdobył tytuł indywidualnego mistrza świata – w 1937 r. na stadionie Wembley. W 1938. r. zdobył srebrny medal IMŚ. Był czterokrotnym uczestnikiem finałów indywidualnych mistrzostw świata.
W 1937 r. zdobył złoty medal indywidualnych mistrzostw Australii. Czterokrotnie zdobył medale indywidualnych mistrzostw Stanów Zjednoczonych: złoty (1936) oraz trzykrotnie srebrny (1935, 1946, 1947).

### Życie prywatne
Brat Cordy’ego Milne’a, również żużlowca.

## Osiągnięcia
Indywidualne mistrzostwa świata
- 1936 –  Londyn – 10. miejsce – 15 pkt. → wyniki
- 1937 –  Londyn – 1. miejsce – 28 pkt. → wyniki
- 1938 –  Londyn – 2. miejsce – 21 pkt. → wyniki
- 1939 –  Londyn – turniej odwołany z powodu wybuchu II wojny światowej → wyniki